# Alles hat seine Zeit – Best of Unheilig 1999–2014
Alles hat seine Zeit – Best of Unheilig 1999–2014 ist das sechste Kompilationsalbum der deutschen Pop-Rock-Band Unheilig.

## Entstehung und Artwork
Alle Stücke sind in deutscher Sprache verfasst und wurden überwiegend vom Grafen und Henning Verlage geschrieben; produziert wurden die meisten Titel vom Grafen und Roland Spremberg. Alle Lieder wurden von Sascha Bühren remastered. Das Album wurde unter dem Label Vertigo Berlin veröffentlicht. Auf dem schwarz-gold gehaltenen Cover des Albums ist eine Karikatur zu sehen, die zugleich das Bandlogo Unheiligs sowie einen Kerzenständer darstellt. Das Coverbild setzt sich aus vielen kleinen Bildern und Symbolen zusammen. Das Coverfoto wurde von Erik Weiss erstellt und vom Büro Dirk Rudolph gestaltet.

## Veröffentlichung und Promotion
Bei Alles hat seine Zeit – Best of Unheilig 1999–2014 handelt es sich um das sechste Kompilationsalbum von Unheilig. Von 2008 bis 2012 erschienen bereits fünf Kompilationen, die nur als limitierte Auflage oder nach Konzerten erhältlich waren.
Die Erstveröffentlichung des Albums fand am 14. März 2014 in Deutschland, Österreich und der Schweiz statt. Die Kompilation beinhaltet 19 Lieder und besteht aus einer Mischung aus Pop- und Rockmusik. Neben der regulären Ausgabe gibt es auch eine „Limited-Deluxe Edition“ des Albums, die eine Bonus-DVD mit zwölf Musikvideos beinhaltet. Um das Album zu bewerben, gingen Unheilig von Juni bis September 2014 auf Tournee.

## Inhalt
Am 13. März 2014 belegte Unheilig mit der Singleauskopplung Wir sind alle wie eins bei der deutschen Vorentscheidung für den Eurovision Song Contest 2014, Unser Song für Dänemark, den zweiten Platz. Bei den Liedern Zeitgeist, Als wär’s das erste Mal, Wir sind alle wie eins und Rückblende handelt es sich um Neukompositionen, die eigens für dieses Best-of-Album komponiert wurden. Bei den restlichen 15 Titeln handelt es sich um Stücke, die bereits auf diversen Unheilig-Alben oder -Singles veröffentlicht wurden.
|    | CD                                                  |                                             |                                         |       |
| #  | Titel                                               | Autor(en)                                   | Produzent(en)                           | Länge |
| 1  | Zeitgeist                                           | Der Graf, Markus Tombült, Henning Verlage   |                                         | 2:35  |
| 2  | Geboren um zu leben (Radio Edit)                    | Der Graf, Henning Verlage                   | Kiko Masbaum                            | 3:49  |
| 3  | Als wär’s das erste Mal                             | Der Graf, Markus Tombült, Henning Verlage   | Kiko Masbaum                            | 3:00  |
| 4  | Wir sind alle wie eins                              | Der Graf, Markus Tombült, Henning Verlage   | Roland Spremberg                        | 3:00  |
| 5  | Lichter der Stadt (Radio Edit)                      | Der Graf, Henning Verlage                   | Roland Spremberg                        | 3:42  |
| 6  | Wie wir waren (feat. Andreas Bourani) (Single Edit) | Andreas Bourani, Der Graf, Roland Spremberg | Roland Spremberg                        | 3:33  |
| 7  | Für immer                                           | Der Graf, Henning Verlage                   | Roland Spremberg                        | 3:23  |
| 8  | Winter (Single Edit)                                | Der Graf                                    | Kiko Masbaum                            | 3:53  |
| 9  | So wie du warst                                     | Der Graf, Henning Verlage                   | Roland Spremberg                        | 3:50  |
| 10 | Unter deiner Flagge (Single Edit)                   | Der Graf, Henning Verlage                   | Der Graf, Henning Verlage               | 3:57  |
| 11 | An deiner Seite (Radio Edit)                        | Der Graf                                    | Der Graf                                | 3:30  |
| 12 | Spiegelbild                                         | Der Graf                                    | Der Graf                                | 5:37  |
| 13 | Freiheit (Radio Edit)                               | Der Graf                                    | Der Graf                                | 3:52  |
| 14 | Sage Ja! (Radio Edit)                               | Der Graf, Grant Stevens                     | José Alvarez-Brill                      | 3:33  |
| 15 | Astronaut (Radio Edit)                              | Der Graf                                    | Der Graf                                | 3:38  |
| 16 | Maschine                                            | Der Graf                                    | Der Graf                                | 4:05  |
| 17 | Schutzengel                                         | Der Graf                                    | Der Graf                                | 4:26  |
| 18 | Stark 2012                                          | Der Graf, Grant Stevens                     | José Alvarez-Brill                      | 3:34  |
| 19 | Rückblende                                          | Der Graf, Markus Tombült, Henning Verlage   |                                         | 4:10  |
|    | DVD (Limited Deluxe Edition)                        |                                             |                                         |       |
| #  | Titel                                               | Regisseur(e)                                | Produzent(en)                           | Länge |
| 1  | Geboren um zu leben                                 | Marc Helfers                                | Heimatmedien GmbH                       | 3:50  |
| 2  | Als wär’s das erste Mal                             | Markus Gerwinat                             | QFilmproduktion, Mark Entzelmann        | 3:00  |
| 3  | Wir sind alle wie eins                              | Markus Gerwinat                             | QFilmproduktion, Mark Entzelmann        | 3:00  |
| 4  | Lichter der Stadt                                   | Markus Gerwinat                             | QFilmproduktion, Mark Entzelmann        | 4:18  |
| 5  | Wie wir waren                                       | Markus Gerwinat                             | QFilmproduktion, Mark Entzelmann        | 3:45  |
| 6  | Für immer                                           | Marc Helfers                                | Heimatmedien GmbH                       | 3:27  |
| 7  | Winter                                              | Markus Gerwinat                             | QFilmproduktion, Mark Entzelmann        | 4:02  |
| 8  | So wie du warst                                     | Markus Gerwinat                             | QFilmproduktion, Mark Entzelmann        | 4:02  |
| 9  | Unter deiner Flagge                                 | Markus Gerwinat                             | QFilmproduktion, Mark Entzelmann        | 3:57  |
| 10 | An deiner Seite                                     | Martin Müller                               | RCN TV                                  | 3:57  |
| 11 | Maschine (live)                                     | Sven Offen                                  | Just 24/7 Entertainment, Jörg Jungwirth | 6:16  |
| 12 | Stark 2012                                          | Markus Gerwinat                             | QFilmproduktion, Mark Entzelmann        | 3:34  |

## Singleauskopplungen
Bereits eine Woche vor der Veröffentlichung des Albums, wurden am 7. März 2014 vorab die Singles Als wär’s das erste Mal und Wir sind alle wie eins veröffentlicht. Beide Singles konnten sich auf Anhieb in den Charts platzieren.
Chartplatzierungen

| Jahr | Titel                   | Höchstplatzierung, Gesamtwochen, AuszeichnungChartplatzierungen (Jahr, Titel, , Platzierungen, Wochen, Auszeichnungen, Anmerkungen) | Höchstplatzierung, Gesamtwochen, AuszeichnungChartplatzierungen (Jahr, Titel, , Platzierungen, Wochen, Auszeichnungen, Anmerkungen) | Höchstplatzierung, Gesamtwochen, AuszeichnungChartplatzierungen (Jahr, Titel, , Platzierungen, Wochen, Auszeichnungen, Anmerkungen) | Anmerkungen                        |
| Jahr | Titel                   | DE | AT | CH | Anmerkungen                        |
| ---- | ----------------------- | --- | --- | --- | ---------------------------------- |
| 2014 | Als wär’s das erste Mal | DE10 (6 Wo.)DE | AT38 (2 Wo.)AT | CH56 (1 Wo.)CH | Erstveröffentlichung: 7. März 2014 |
| 2014 | Wir sind alle wie eins  | DE29 (3 Wo.)DE | — | — | Erstveröffentlichung: 7. März 2014 |

## Alles hat seine Zeit – Best of Unheilig Tour
Diese folgende Liste beinhaltet alle Konzerte in chronologischer Reihenfolge, die bei der Alles hat seine Zeit – Best of Unheilig Tour 2014 bisher gespielt wurden oder noch gespielt werden:
| Datum              | Stadt            | Veranstaltungsort                 | Land        |
| ------------------ | ---------------- | --------------------------------- | ----------- |
| 20. Juni 2014      | Hinwil           | Rock the Ring Festival            | Schweiz     |
| 7. Juli 2014       | Berlin           | Gendarmenmarkt (Classic Open Air) | Deutschland |
| 18. Juli 2014      | Abenberg         | Burg Abenberg                     | Deutschland |
| 19. Juli 2014      | Rosenheim        | Mangfallpark Süd                  | Deutschland |
| 20. Juli 2014      | Mainz            | Zollhafen Nordmole                | Deutschland |
| 25. Juli 2014      | Ansfelden        | Freizeitanlage Kremspark          | Österreich  |
| 20. August 2014    | Hamburg          | Trabrennbahn Bahrenfeld           | Deutschland |
| 23. August 2014    | Bonn             | Kunst!Rasen                       | Deutschland |
| 30. August 2014    | Cottbus          | Spreeauenpark                     | Deutschland |
| 2. September 2014  | Bochum           | Zeltfestival Ruhr                 | Deutschland |
| 3. September 2014  | Bochum           | Zeltfestival Ruhr                 | Deutschland |
| 6. September 2014  | Nordhorn         | Festwiese                         | Deutschland |
| 12. September 2014 | Esch-sur-Alzette | Rockhal                           | Luxemburg   |
| 13. September 2014 | Stuttgart        | Hanns-Martin-Schleyer-Halle       | Deutschland |

## Mitwirkende
| Album - José Alvarez-Brill: Produzent, Programmierung - Andreas Bourani: Gesang, Komponist - Sascha Bühren: Remastering - Büro Dirk Rudolph: Covergestaltung - Der Graf: Gesang, Komponist, Produzent, Programmierung - Kiko Masbaum: Produzent - Martin Potthoff: Schlagzeug - Roland Spremberg: Komponist, Produzent - Grant Stevens: Gesang, Komponist - Christoph Termühlen: Gitarre - Markus Tombült: Komponist - Henning Verlage: Keyboard, Komponist, Produzent, Programmierung - Erik Weiss: Fotograf - Vertigo Berlin: Musiklabel | Videoalbum - Mark Entzelmann: Filmproduzent - Markus Gerwinat: Regisseur - Marc Helfers: Regisseur - Jörg Jungwirth: Produzent - Martin Müller: Regisseur - Sven Offen: Regisseur - Heimatmedien GmbH: Produktion - Just 24/7 Entertainment: Produktion - QFilmproduktion: Produktion - RCN TV: Produktion |

## Kommerzieller Erfolg

### Chartplatzierungen
Alles hat seine Zeit – Best of Unheilig 1999–2014 erreichte in Deutschland Position zwei der Albumcharts und konnte sich insgesamt acht Wochen in den Top 10 und 70 Wochen in den Charts halten. In Österreich erreichte das Album ebenfalls Position zwei und konnte sich insgesamt sechs Wochen in den Top 10 und 72 Wochen in den Charts platzieren. In der Schweiz erreichte das Album Position fünf und konnte sich insgesamt drei Wochen in den Top 10 und 31 Wochen in den Charts halten. 2014 platzierte sich Alles hat seine Zeit – Best of Unheilig 1999–2014 auf Position 15 der deutschen Album-Jahrescharts, sowie in Österreich auf Position 23 und Position 57 in der Schweiz. 2015 platzierte sich das Album in den österreichischen Album-Jahrescharts auf Position zehn.
In Deutschland ist Alles hat seine Zeit – Best of Unheilig 1999–2014 bereits der dritte Top-10- und der siebte Charterfolg in den Albumcharts für Unheilig. In Österreich ist es der vierte Top-10- und Charterfolg, in der Schweiz ist es der dritte Top-10- und Charterfolg. Es ist das dritte Album Unheiligs, dass sich gleichzeitig in allen D-A-CH-Staaten platzieren konnte. Alles hat seine Zeit – Best of Unheilig 1999–2014 ist die erste Kompilation Unheiligs, die sich in den Charts platzierte.
| ChartsChartplatzierungen | Höchstplatzierung | Wochen |
| ------------------------ | ----------------- | ------ |
| Deutschland (GfK)        | 2 (70 Wo.)        | 70     |
| Österreich (Ö3)          | 2 (72 Wo.)        | 72     |
| Schweiz (IFPI)           | 5 (31 Wo.)        | 31     |

| ChartsJahrescharts (2014) | Platzierung |
| ------------------------- | ----------- |
| Deutschland (GfK)         | 15          |
| Österreich (Ö3)           | 23          |
| Schweiz (IFPI)            | 57          |

| ChartsJahrescharts (2015) | Platzierung |
| ------------------------- | ----------- |
| Österreich (Ö3)           | 55          |

### Auszeichnungen für Musikverkäufe
Am 4. Juli 2017 wurde Alles hat seine Zeit – Best of Unheilig 1999–2014 in Deutschland mit fünffachen Gold, für über 500.000 verkaufter Einheiten, ausgezeichnet. Am 19. Februar 2015 wurde das Album in Österreich mit einer Platin-Schallplatte ausgezeichnet. Insgesamt wurde das Album europaweit ein Mal mit Gold und drei Mal mit Platin, für über 515.000 verkaufter Exemplare, ausgezeichnet.
| Land/Region        | Auszeichnungen für Musikverkäufe (Land/Region, Auszeichnung, Verkäufe) | Verkäufe |
| ------------------ | ---------------------------------------------------------------------- | -------- |
| Deutschland (BVMI) | 5× Gold                                                                | 500.000  |
| Österreich (IFPI)  | Platin                                                                 | 15.000   |
| Insgesamt          | 1× Gold · 3× Platin ·                                                  | 515.000  |